# The Last Time (Taylor Swift)
The Last Time è un singolo della cantante statunitense Taylor Swift, interpretato insieme al cantante nordirlandese Gary Lightbody, membro degli Snow Patrol. Il brano è stato pubblicato nel 2013 ed estratto dall'album Red.

## Tracce
1. The Last Time (featuring Gary Lightbody of Snow Patrol) – 4:59

## Classifiche
| Classifica (2013) | Posizione massima |
| ----------------- | ----------------- |
| Canada            | 73                |
| Stati Uniti       | 103               |

## The Last Time (Taylor's Version)
In seguito alla controversia con la sua precedente casa discografica e la vendita dei master delle pubblicazioni precedenti al suo contratto con la Republic Records, Swift ha cominciato a ri-registrare tutta la sua discografia dal 2006 al 2019, includendo anche brani non inclusi in alcun album in studio. Ogni reincisione presenta la dicitura Taylor's Version nel titolo, per distinguerla dall'incisione originale e quindi dal master non di proprietà della cantautrice.
Il 12 novembre 2021 Taylor Swift ha ripubblicato il brano sotto il nome The Last Time (Taylor's Version), con la re-incisione di Gary Lightbody, incluso nell'album Red (Taylor's Version).

### Classifiche
| Classifica (2021) | Posizione massima |
| ----------------- | ----------------- |
| Canada            | 53                |
| Stati Uniti       | 66                |